# 203 mm/50 Model 1924
203 mm/50 Model 1924 — 203-миллиметровая корабельное артиллерийское орудие, разработанное и производившееся в Франции. Состояло на вооружении ВМС Франции. Стало первым во Франции морским орудием калибра 203 мм. Предназначалось для вооружение тяжёлых крейсеров. Этими орудиями оснащались тяжёлые крейсера типа «Дюкень» и «Сюффрен», а также подводная лодка «Сюркуф». Дальнейшим развитием этой артсистемы стало 203-мм орудие Model 1931, разработанное для тяжёлого крейсера «Альжери». Однако, по данным других источников, орудия Model 1931 было лишь незначительной модификацией орудия Model 1924.

## История создания
Калибр 203 мм ранее не использовался французским флотом. До конца Первой мировой войны французы предпочитали необычные для мировой практики калибры 194 мм и 240 мм. Толчком к созданию новой артиллерийской системы стал Вашингтонский морской договор 1922 года, установивший для крейсеров предел стандартного водоизмещения 10 000 длинных тонн и калибр артиллерии не более 203 мм. Ещё до заключения договора французский флот успел заказать крейсера типа «Дюгэ Труэн», стандартным водоизмещением около 8000 тонн и вооружённых 155-мм орудиями. Этот проект вполне удовлетворял флот, но условия Вашингтонского соглашения вызвали опасения, что теперь все подписавшие договор стороны начнут строить крейсера максимально допустимого размера и огневой мощи. Не желая получать крейсера заведомо уступающие зарубежным, Морской генеральный штаб выдал задание на проектирование крейсеров типа «Дюкень», вооружённых 203-мм артиллерией. Именно для них и было спроектировано орудие Model 1924.

## Конструкция
203-мм пушка Model 1924 имела простую и надёжную конструкцию. Ствол состоял из внутренней трубы, кожуха и скрепляющего кольца. Затвор был поршневым и открывался вверх. Использовалось картузное заряжание из двух частей, общим весом 53 кг. Давление газов в стволе при этом достигало 3200 кг/кв. см. Живучесть ствола составляла 600 выстрелов.
Первоначально для орудия были разработаны два типа снарядов — бронебойный, массой 123,1 кг и фугасный, массой 123,82 кг. При начальной скорости бронебойного снаряда 850 м/с, дальность стрельбы при угле возвышения +45° достигала 31 400 м. Несколько позже были разработаны облегчённые снаряды — бронебойный, массой 119,07 кг и фугасный, массой 119,72 кг. Заряд взрывчатого вещества составлял у всех бронебойных снарядов 4 кг, у фугасных — 8,3 кг.
В 1936 году на вооружение был принят сверхтяжёлый бронебойный снаряд, массой 134 кг. По весу он уступал в своём классе лишь американскому снаряду (152 кг). Заряд в 47 кг, также в двух картузах, обеспечивал начальную скорость 820 м/с и дальность стрельбы 30 000 м, при давлении в канале ствола 3000 кг/кв.см.